# Porta antagonista

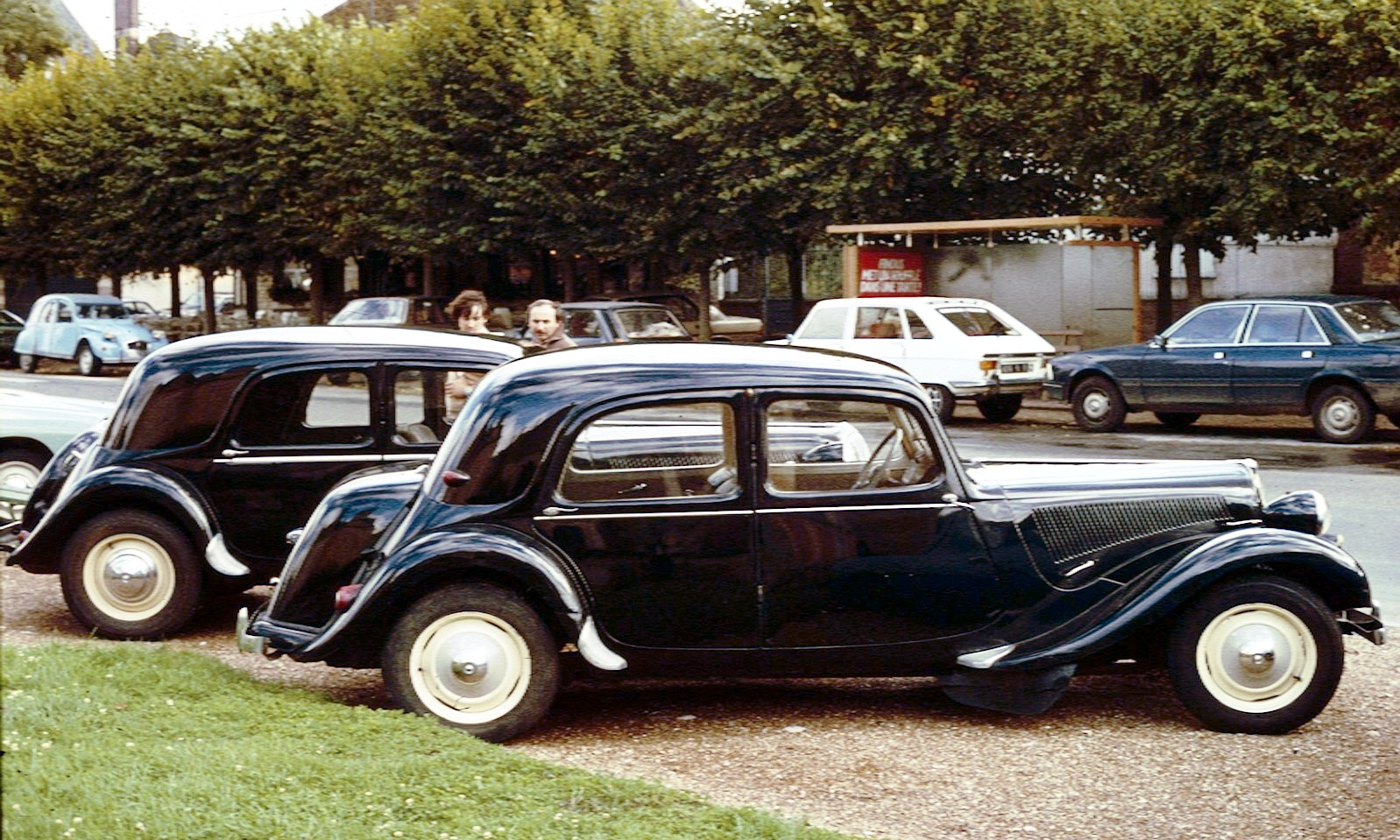
Citroën Traction Avant 1952

Una porta antagonista, o porta suïcida, és una porta d'automòbil articulada a la part posterior i no a la part davantera. Se'ls diu també portes de carruatge, ja que s'utilitzaven originalment en carruatges tirats per cavalls, però es van anar discontinuant en vehicles moderns, ja que, tot i facilitant l'accés al passatgers, en l'època sense cinturó de seguretat, es percebien com a menys segures que una porta amb frontissa al davant, en cas que s'obrissin accidentalment amb el vehicle en marxa.
Actualment, aquest accident no possible en els models que les tornen a muntar a les portes del darrere, ja que tenen panys que requereixen que les portes davanteres estiguin obertes abans de permetre que s'obrin les portes antagonistes o simplement amb un bloqueig electrònic d'apertura.
Inicialment eren estàndards en molts models, més tard es van popularitzar en el comerç d'automòbils personalitzats. Al llarg dels anys, els fabricants de cotxes han "batejat" aquestes portes amb diferents noms: Coach Doors - (Rolls-Royce i Lincoln), FlexDoors - (Opel), Freestyle Doors - (Mazda), Portes d'accés anterior - (Saturn), o simplement, Portes amb frontisses posteriors.

## Història

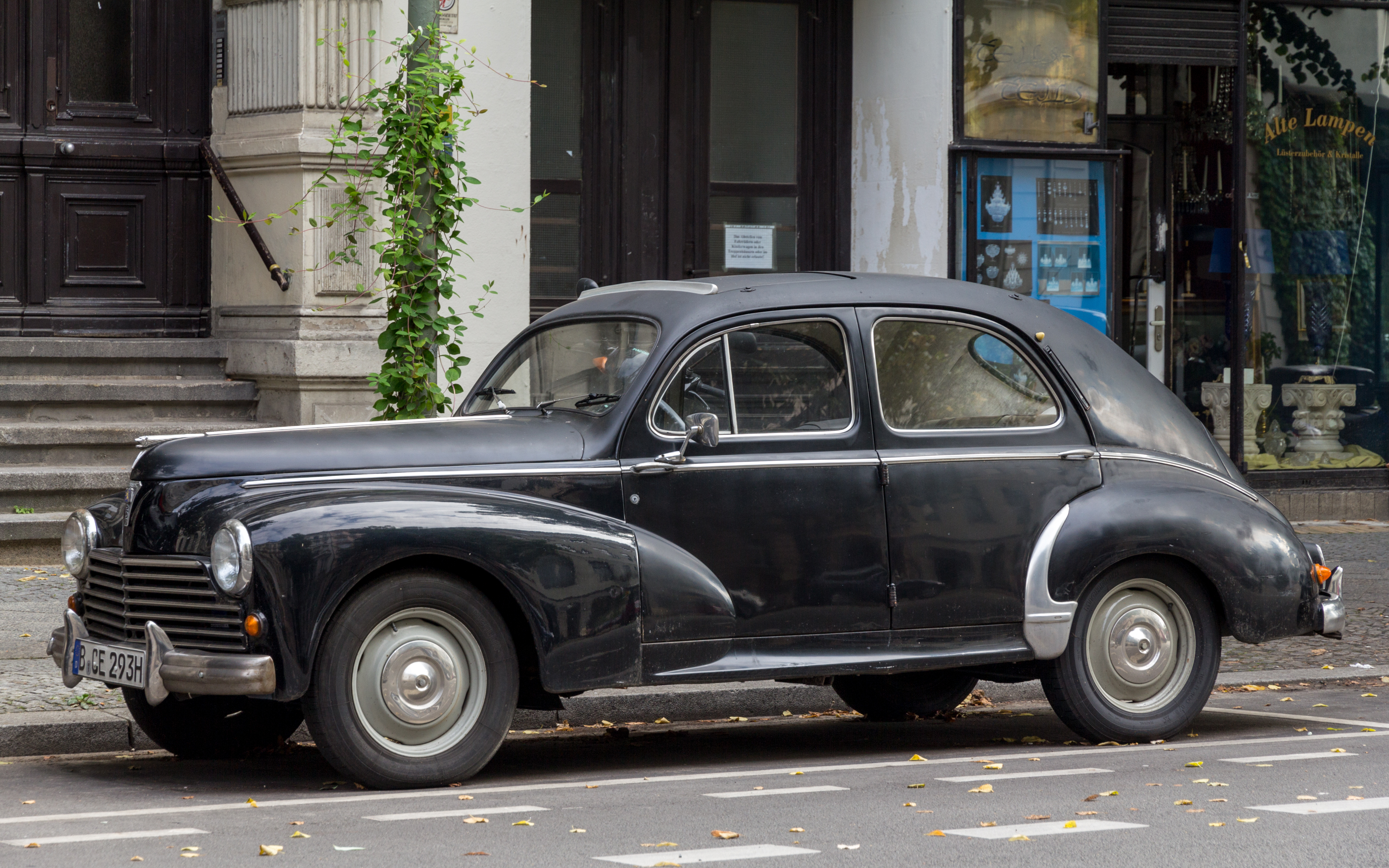
Peugeot 203 - 1949

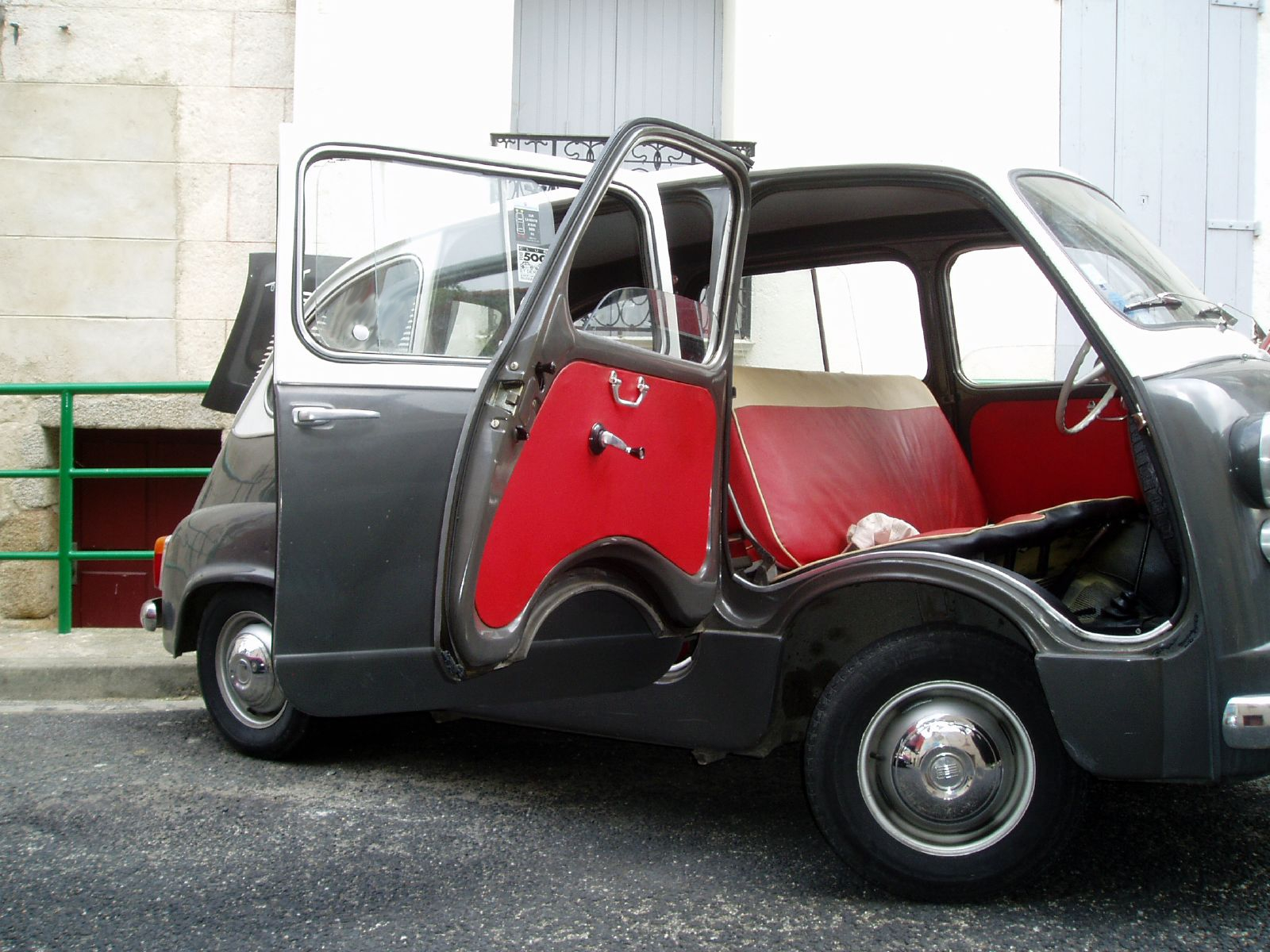
Fiat 600 Multipla.

Les portes antagonistes eren habituals als cotxes fabricats durant la primera meitat del segle xx, incloent-hi l'icònic Citroën Traction Avant. En l'era anterior als cinturons de seguretat, l'obertura accidental d'aquestes portes significava que hi havia un major risc de caure del vehicle en comparació amb les portes frontals, on el flux d'aire forçava a tancar les portes en lloc d'obrir-les més.
També eren especialment populars entre els mafiosos de l'era dels gàngsters en la dècada de 1930, suposadament a causa de la facilitat d'empènyer els passatgers fora dels vehicles amb l'aire generat pel cotxe en moviment mantenint la porta oberta, segons Dave Brownell, l'antic editor de Hemmings Motor News.
Després de la Segona Guerra Mundial, les portes antagonistes es limitaven principalment a les portes del darrere dels sedans de quatre portes. L'ús més conegut de les portes antagonistes als automòbils nord-americans posteriors a la Segona Guerra Mundial va ser en els convertibles i sedans Lincoln Continental de 4 portes (1961–1969), els sedans de quatre portes Cadillac Eldorado Brougham 1956–1959 i la berlina de quatre portes Ford Thunderbird 1967–1971.
El Rover P4 britànic utilitzava portes antagonistes a la part posterior. Les berlines i coupés alemanys de Goggomobil tenien carrosseries de dues portes amb portes antagonistes fins al 1964. El Facel Vega Excellence francès, fet a mà, va oferir un sostre rígid de quatre portes amb un Hemi V8 d'origen Chrysler a partir del 1954.

## Ús modern

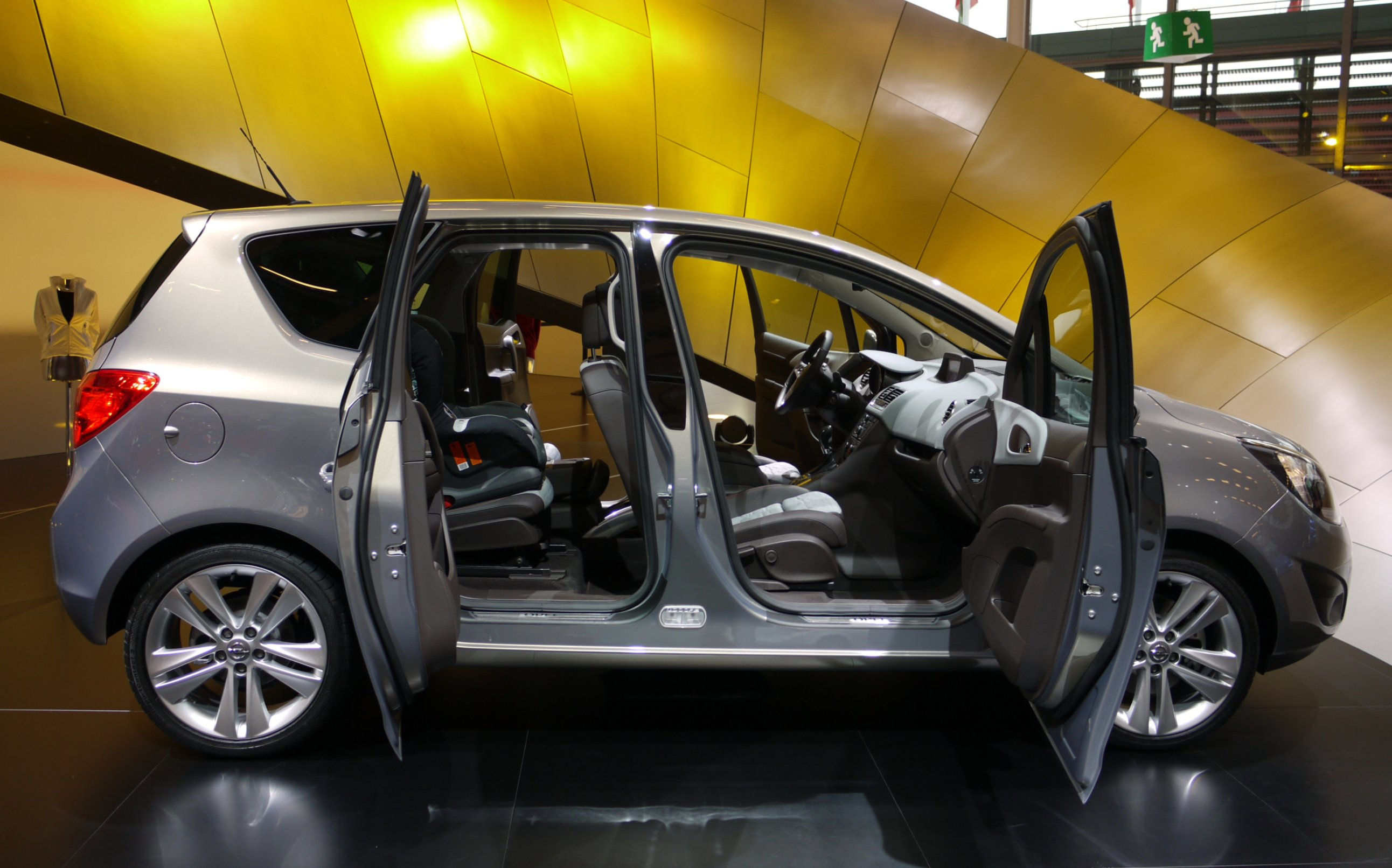
Opel Meriva 2010

Els camions pickup són l'únic tipus de vehicle modern que utilitza àmpliament les portes antagonistes. El Ford F-150 a partir de l'any model 2021 està disponible amb portes antagonistes a la part posterior. El 2003, el nou cotxe Rolls-Royce Phantom (vengut al Regne Unit) va reintroduir les portes antagonistes independents en aplicacions de vehicles de luxe. Altres models de luxe amb portes antagonistes inclouen el Spyker D8 i el Rolls-Royce Phantom Drophead Coupe descapotable de quatre places. El model més recent produït en sèrie amb aquestes portes pot ser l'Opel Meriva, seguit pel Rolls-Royce Cullinan el 2018, i alguns vehicles elèctrics xinesos com el Singulato iS6 el 2018 i el HiPhi X el 2020. Lincoln va anunciar que 80 Continental 2019 d'edició limitada es fabricarien amb portes "autocar", marcant el 80è aniversari del Continental. "Un nombre limitat de sedans addicionals Continental Coach Door Edition també estarà disponible per a l'any model 2020. . "

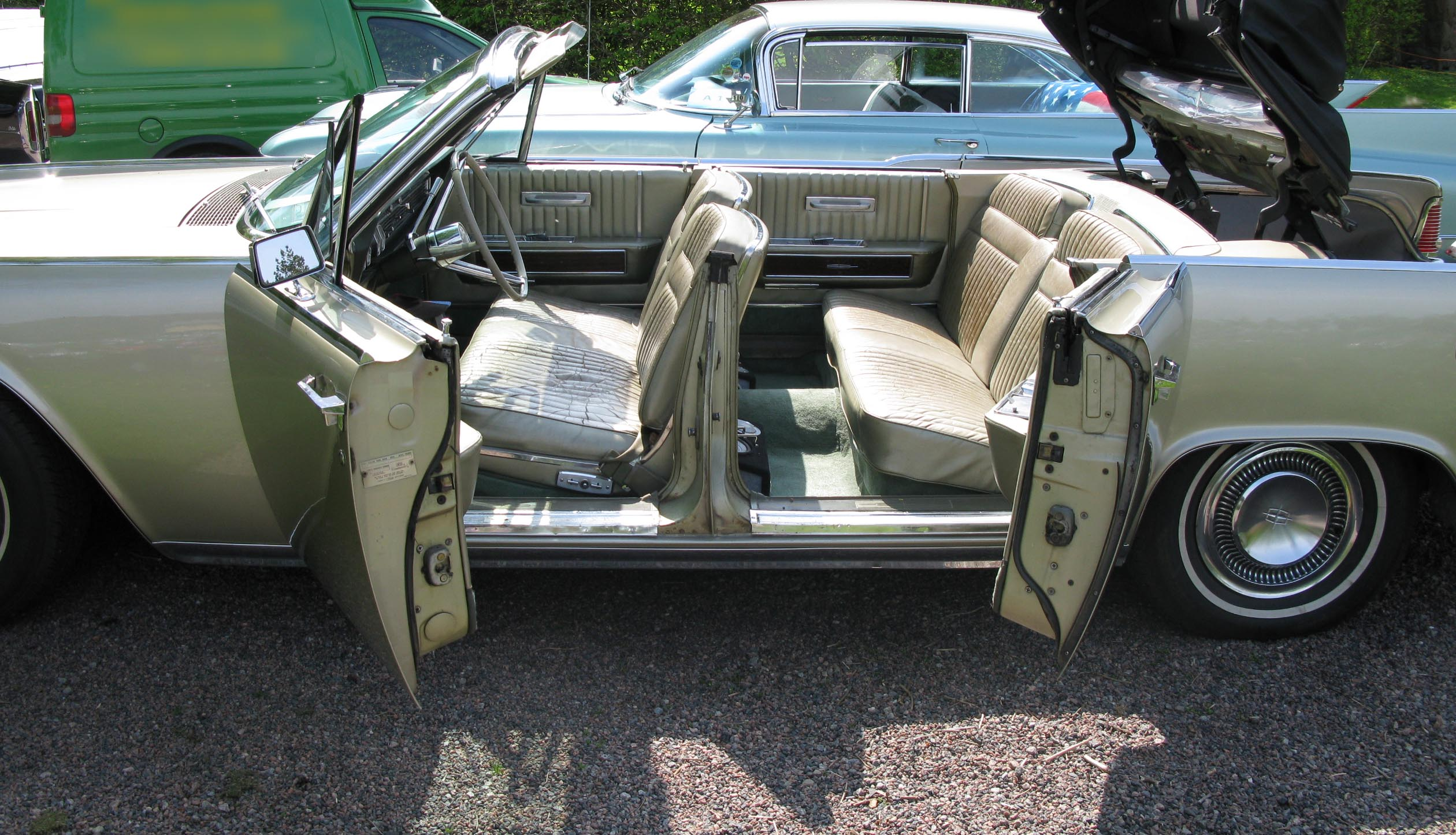
Lincoln Continental amb portes suïcides posteriors,

En els darrers anys, en diversos vehicles han aparegut portes posteriors antagonistes que es mantenen tancades per les portes davanteres i que no es poden obrir fins que s'alliberen obrint la porta davantera del mateix costat (articulades a la part davantera). Aquestes portes es poden anomenar portes de closca. Alguns exemples inclouen camionetas amb cabina estesa, Saturn SC, Saturn Ion Quad Coupe, Honda Element, Toyota FJ Cruiser, Nissan Juke, BMW i3, Mazda RX-8, Mazda MX-30 i Fiat 500 3+1.
Les portes antagonistes dels passatgers posteriors s'havien utilitzat durant molt de temps als taxis Austin FX4 de Londres, discontinuats als seus successors TX1, TXII i TX4, però reintroduïts al LEVC TX del 2018.
Diversos cotxes conceptuals han presentat portes antagonistes, com el Lincoln C, un hatchback sense pilar B i portes antagonistes a la part posterior, o el Carbon Motors Corporation E7, un cotxe de policia amb portes posteriors amb frontisses dissenyats pels agents d'ajuda aconseguint que els passatgers emmanillats entren i surtin del seient del darrere. El Kia Naimo, un cotxe conceptual elèctric, també té portes suïcides posteriors.
Entre els fabricants d'automòbils que han produït models amb portes antagonistes hi ha: Citroën, Lancia, Opel, Panhard, Rover, Saab, Saturn, Škoda i Volkswagen.

## Galeria

Portes suïcides
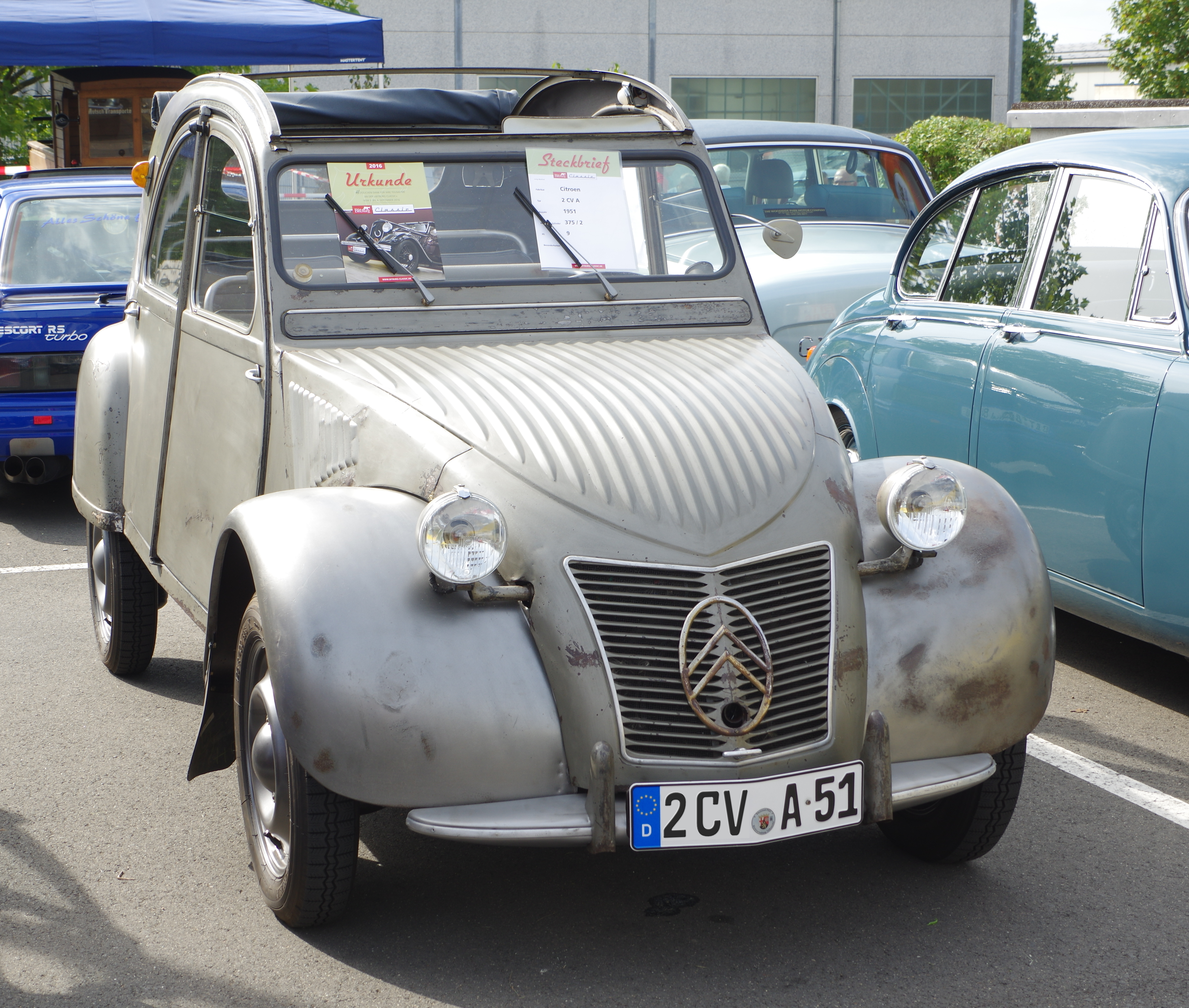
Citroen_2_CV
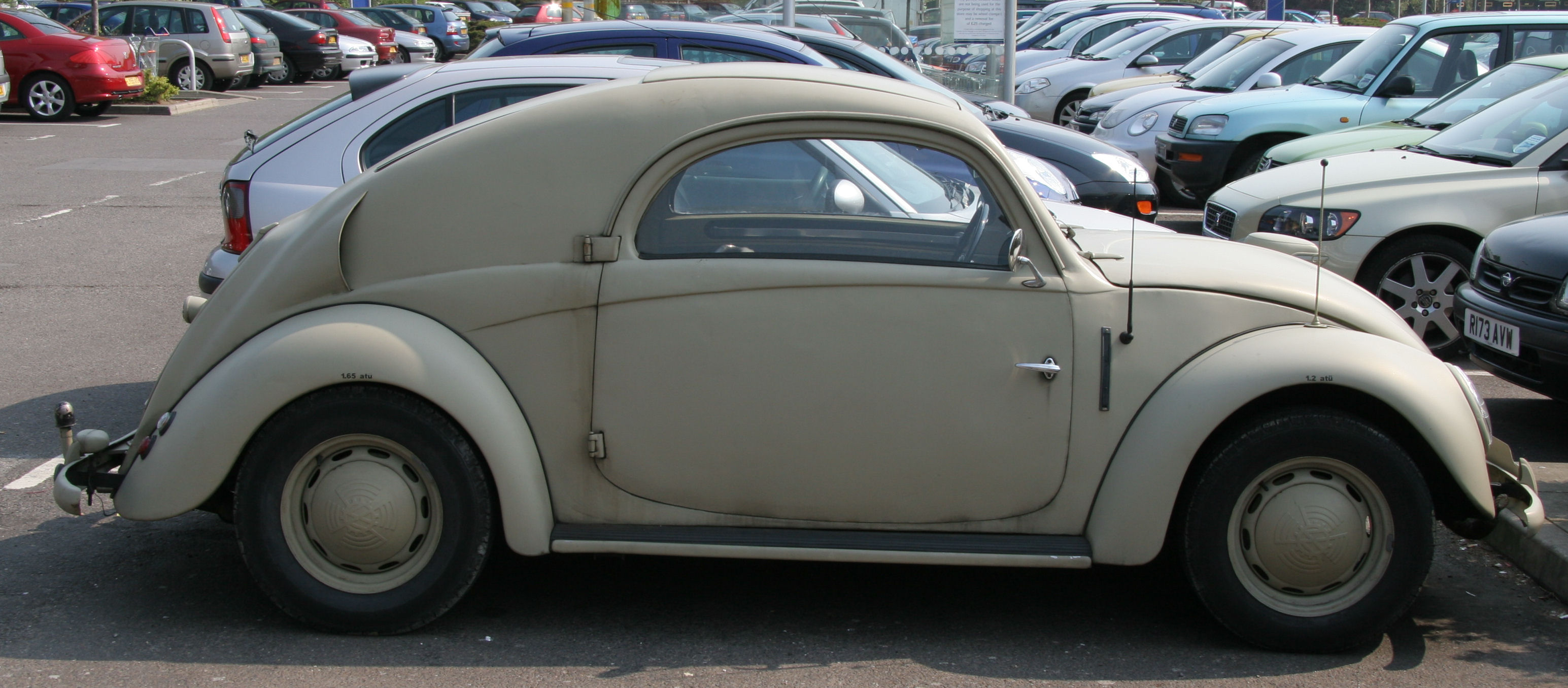
Volkswagen-1
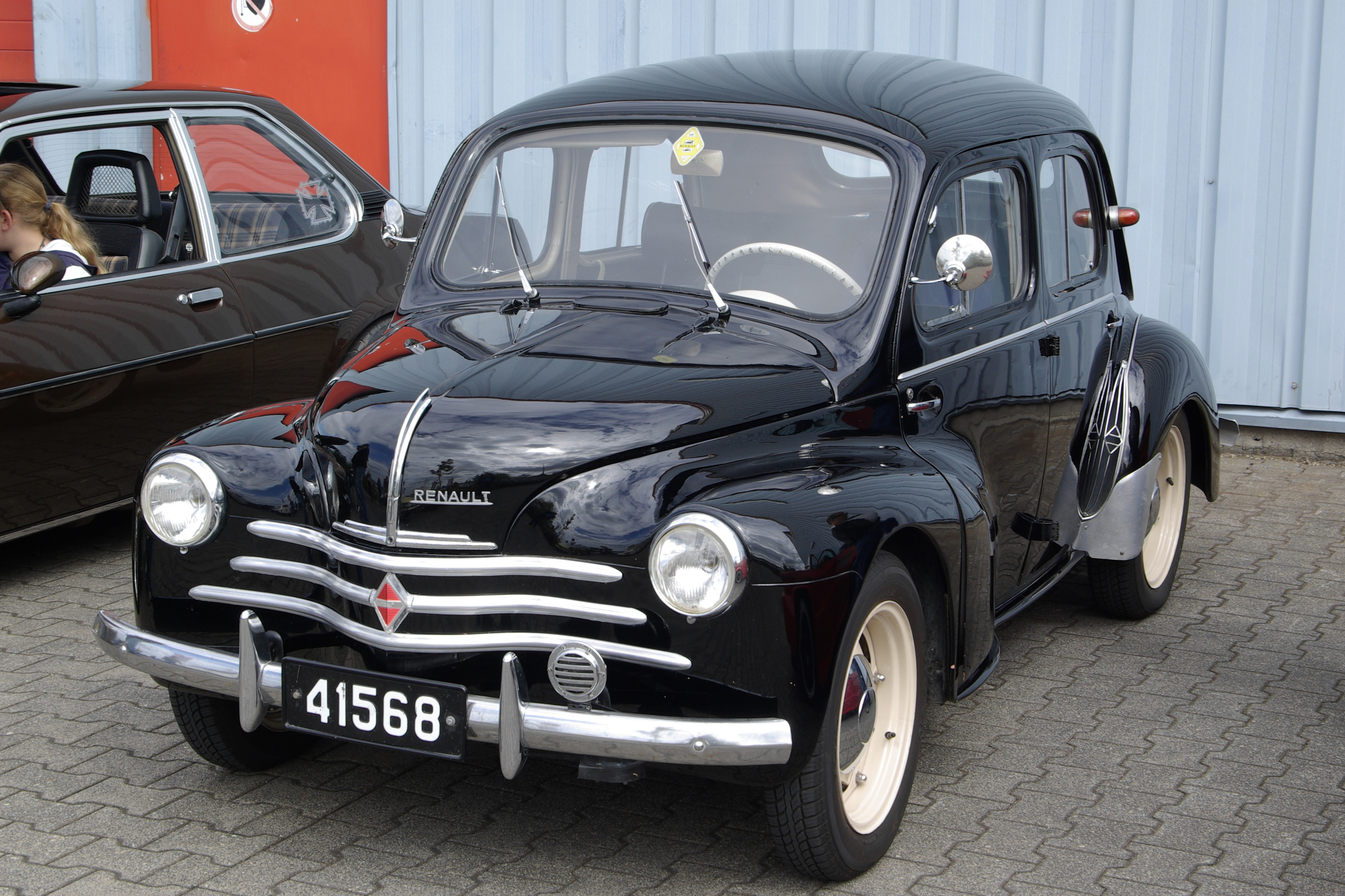
Renault 4 CV
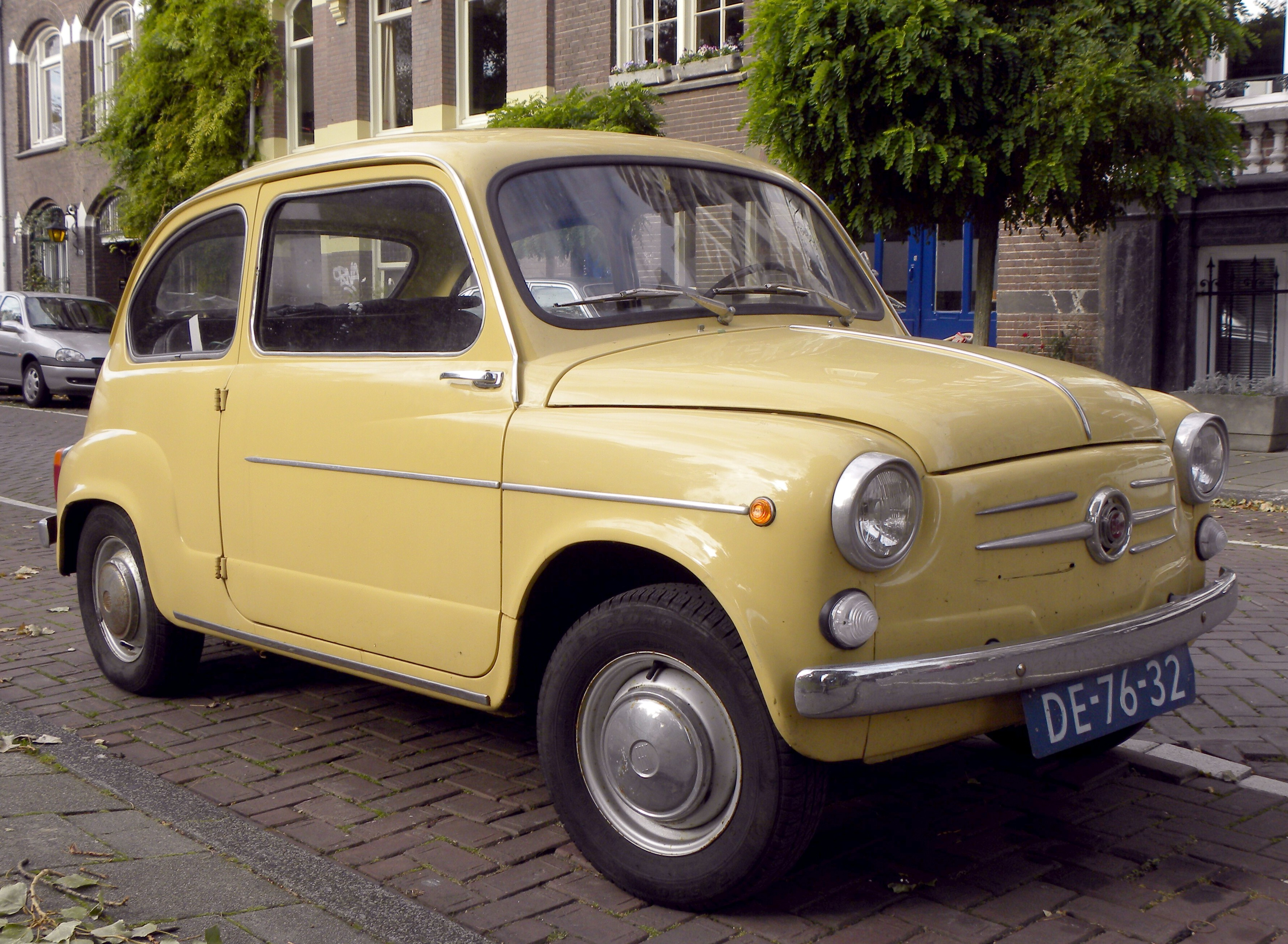
Seat 600.
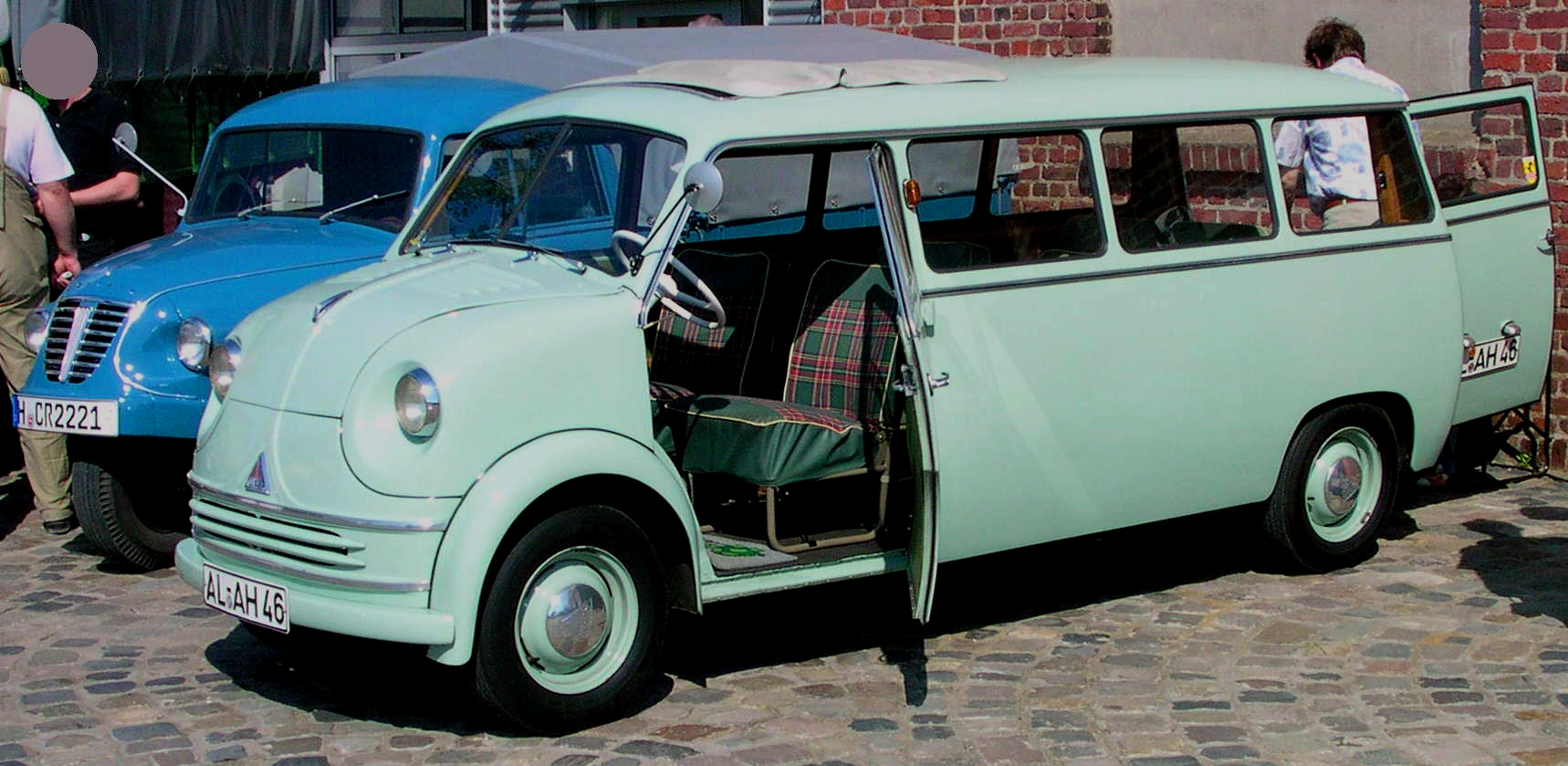
Furgoneta Lloyd LT 600 amb una porta suïcida davantera
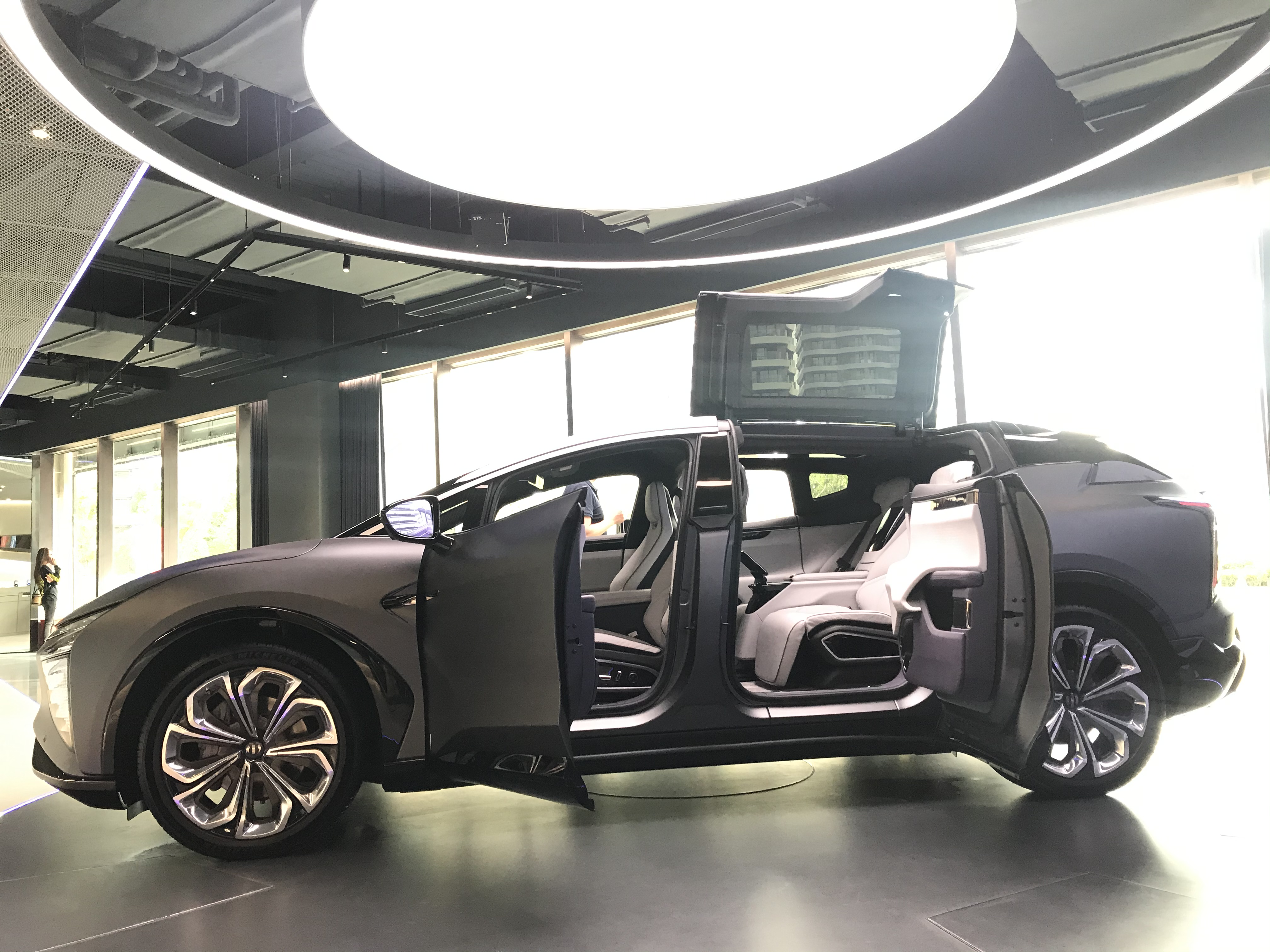
2021 HiPhi X
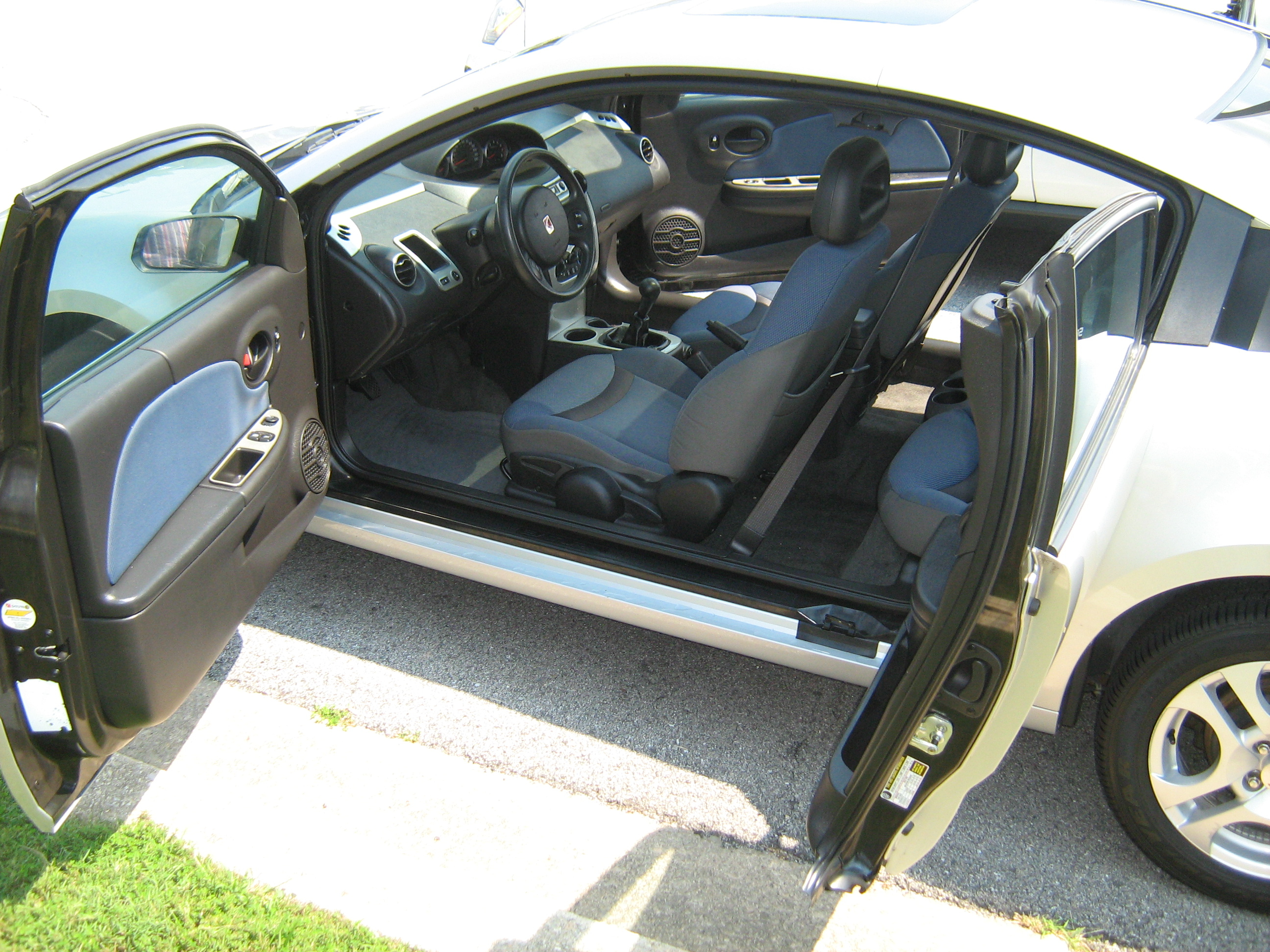
Saturn Ion coupe 2002—2008
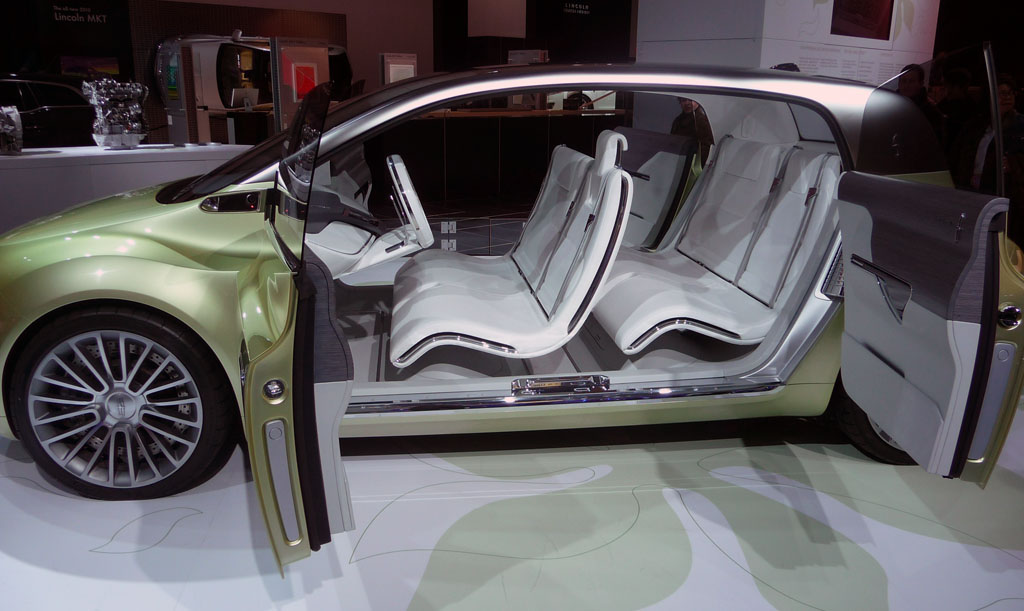
Un Lincoln C del 2009

## Avantatges

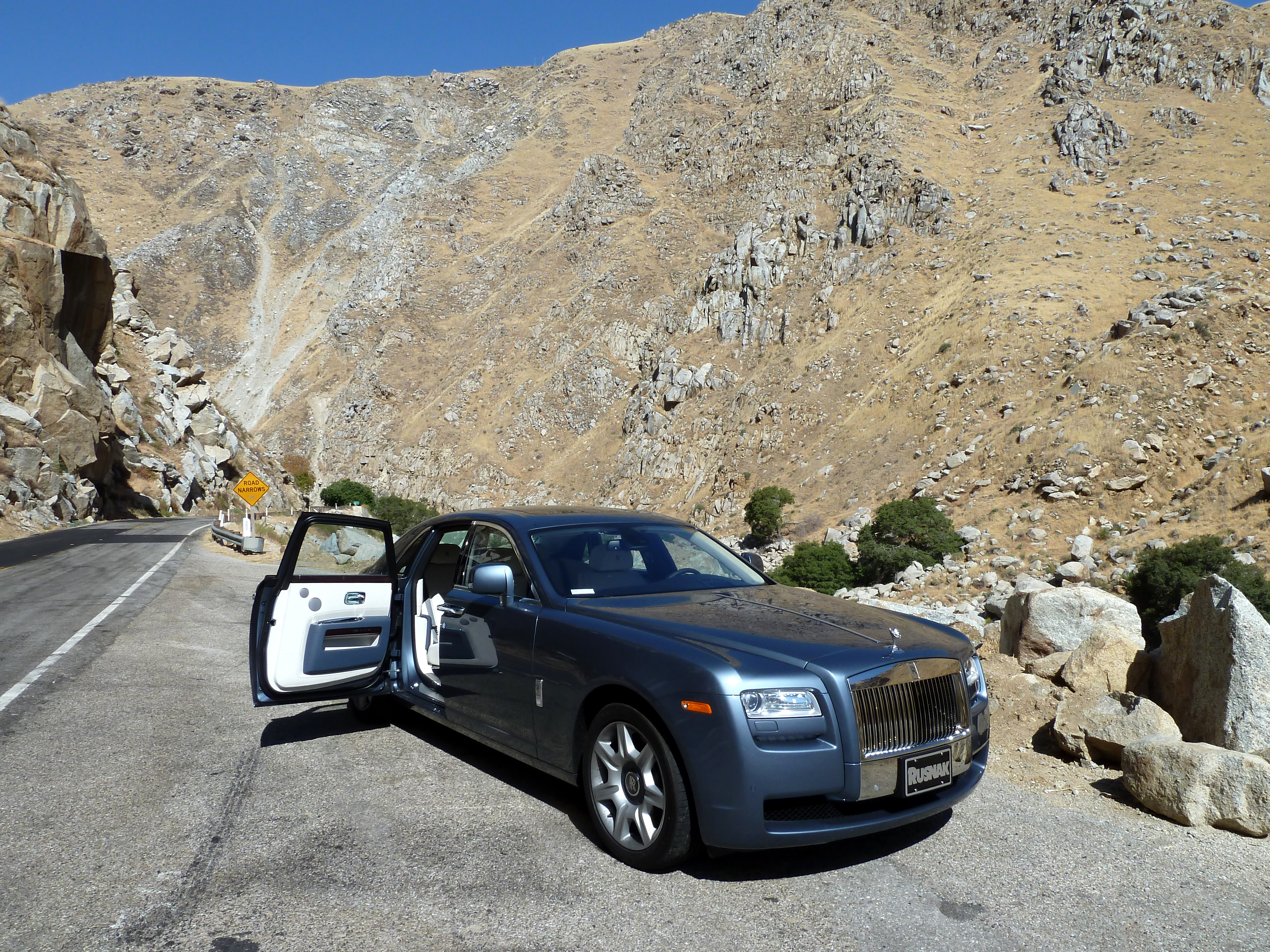
Una porta suïcida posterior oberta en un Rolls-Royce Ghost

Les portes antagonistes faciliten l'entrada i la sortida d'un vehicle, permetent que un passatger entri girant-se per seure i sortir fent un pas endavant i fora. Això és important per als passatgers que necessiten fer una entrada digna; el Bentley estatal del Regne Unit té portes de passatgers que s'obren a la part posterior més amples de l'habitual i deixen molt espai quan s'obren, fet que permet al monarca sortir del cotxe d'una manera digna.
En combinació amb les portes davanteres tradicionals, les portes antagonistes permeten als xofers un accés més fàcil a la porta posterior. En els taxis Austin FX4, els conductors poden arribar a la maneta de la porta exterior posterior a través de la finestra del conductor sense sortir del vehicle.
Les portes antagonistes també permeten una millor posició per a una persona que instal·la un seient per a nens al seient posterior d'un vehicle que les portes convencionals, alhora que són més senzilles i barates de construir que les portes corredisses que s'utilitzen habitualment en les minivans. El monovolum compacte Opel Meriva B presentat el 2010 tenia aquestes portes.
La combinació de portes amb frontisses anteriors al davant i portes antagonistes al darrere permet un disseny sense el pilar B central, creant una gran obertura per entrar i sortir del vehicle.

## Desavantatges

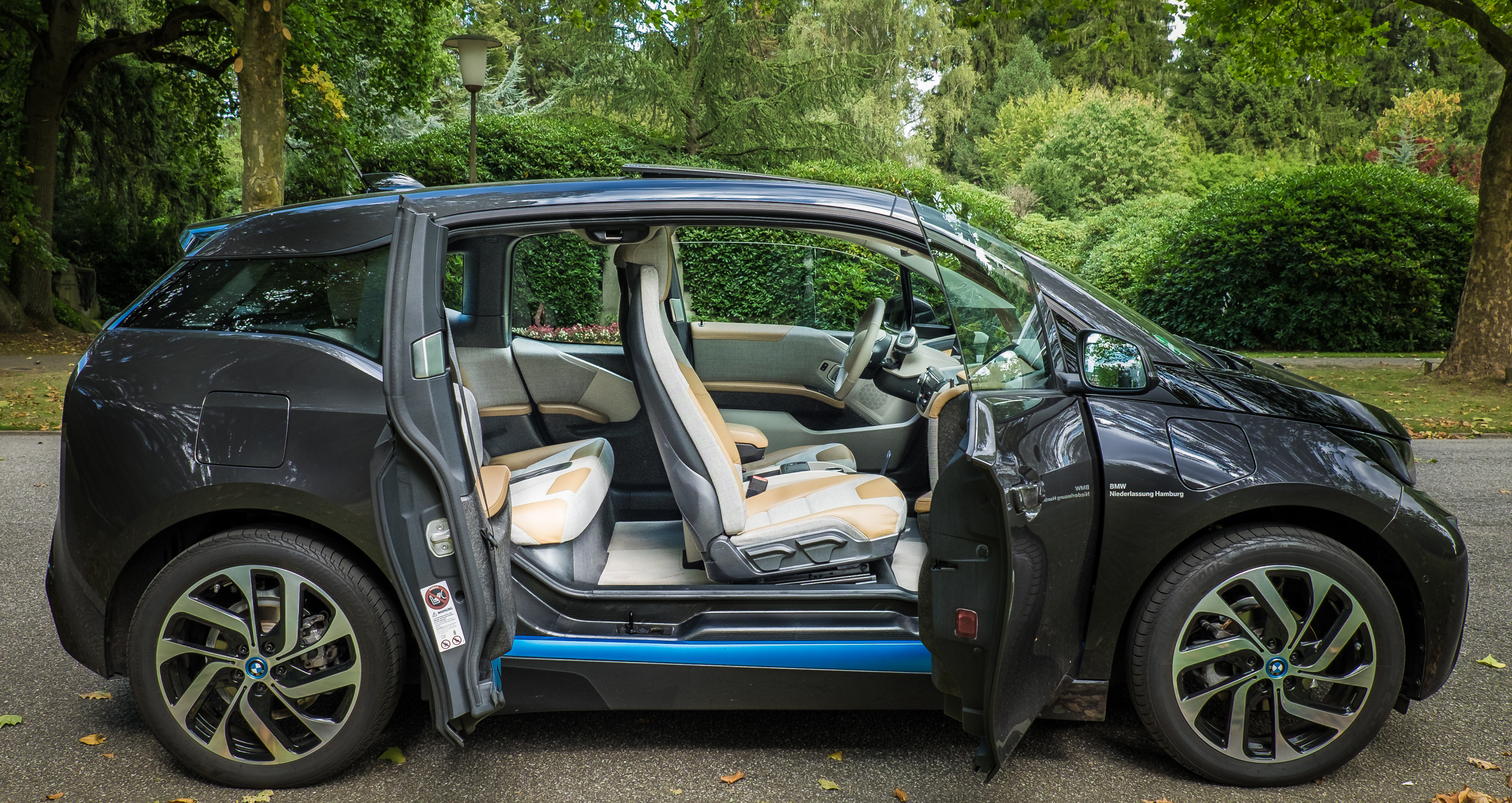
BMW i3 2013

Quan les portes davanteres estan directament adjacents a les portes antagonistes posteriors, sortir i entrar al vehicle pot ser incòmode si la gent intenta utilitzar les portes davantera i posterior al mateix temps.
També hi ha una sèrie de perills de seguretat:
- Si una persona que no porta el cinturó de seguretat cau d'un cotxe en moviment amb la porta d'aquest tipus, pot ser arrossegada, atrapada entre la porta i la carretera, causant-li ferides greus si va a gran velocitat.

De fet, si una persona surt per una porta d'aquest tipus mentre el vehicle està aparcat en paral·lel i un cotxe xoca contra la porta, la persona seria enganxada per les cames i cap a l'interior, en lloc d'arrencar la porta després d'haver-la colpejat primer, fet que no deixa clar quin dels dos casos pot ser pitjor.
- Factors aerodinàmics que obliguen a obrir les portes antagonistes a gran velocitat en els cotxes més antics. El 1969, Consumer Reports va informar d'aquest problema en un Subaru 360.[20]

Els fabricants d'automòbils mitiguen aquests perills amb característiques de seguretat com ara els cinturons de seguretat i els panys que requereixen que les portes davanteres amb frontisses al davant estiguin obertes abans de permetre que s'obrin les portes del darrere antagonistes, o simplement amb un bloqueig electrònic d'apertura.